# Песенка мышонка
«Песенка мышонка» — советский рисованный мультфильм киностудии «Союзмультфильм» 1967 года.

## Сюжет
Бездельник и балагур, любитель попеть Мышонок, благодаря друзьям осваивает профессию строителя, меняет взгляды на жизнь (вначале советы «делом заняться» вместо праздного времяпрепровождения, исполнения песенок не воспринимались) с «какой чудесный я» на «со мной мои друзья».
В мультфильме используется детская считалочка («Сорока-ворона кашу варила…»). Мышонок, после того как сорока всем, кроме него, раздала еду, с горечью замечает: «А этому не дала».

## Создатели
| Автор сценария             | Екатерина Карганова |
| Режиссёр                   | Юрий Прытков |
| Художник-постановщик       | Александр Волков |
| Оператор                   | Нина Климова |
| Композитор                 | Александр Флярковский |
| Звукооператор              | Борис Фильчиков |
| Ассистенты                 | Татьяна Домбровская, Алла Горева |
| Художники-мультипликаторы: | Антонина Алёшина, Наталия Богомолова, Леонид Каюков, Виолетта Колесникова, Геннадий Сокольский, Галина Баринова, Юрий Кузюрин, Эльвира Маслова, Зоя Монетова |
| Художник-декоратор         | Ирина Троянова |
| Актёры:                    | Алексей Грибов — Бобёр, Александр Граве — Заяц, Александра Панова — Сорока, Клара Румянова — Мышонок, Борис Рунге — Ёж                                       |
| Монтаж                     | Изабелла Герасимова |
| Редактор                   | Пётр Фролов |
| Директор картины           | Анна Зорина |

## Издания
В 1990-х годах на аудиокассетах изданием «Twic Lyrec» была выпущена аудиосказка по одноимённому мультфильму с текстом Александра Пожарова.